# Buzzin' (Mann)
Buzzin' è un brano musicale dell'artista hip hop statunitense Mann. Scritto da Mann, The Jackie Boyz e J.R. Rotem e prodotto da quest'ultimo, il brano è stato pubblicato come singolo il 25 ottobre 2010 come primo singolo dell'album di debutto di Mann Mann's World. Buzzin' è basata su un campionamento di I Can't Wait, brano del 1986 di Nu Shooz. Il remix ufficiale del brano, figura la collaborazione del rapper 50 Cent, ed è stato pubblicato come singolo il 21 dicembre 2010.

## Tracce
CD
1. Buzzin' - 3:16

CD Maxi Remix
1. Buzzin' (Remix) (Radio Edit) - 3:43
2. Buzzin' (Remix) (Explicit) - 3:44
3. Buzzin' (Original) (Radio Edit) - 3:15
4. Buzzin' (Original) (Explicit) - 3:16
5. Buzzin' (Original) (Instrumental) - 3:15

## Classifiche
| Classifica (2011)                     | Posizione più alta |
| ------------------------------------- | ------------------ |
| German Youth Airplay Chart            | 17                 |
| Irlanda (IRMA)                        | 20                 |
| Scozia (Official Charts Company)      | 8                  |
| Regno Unito (Official Charts Company) | 6                  |
| US Billboard Hot 100                  | 61                 |
| US Hot R&B/Hip-Hop Songs (Billboard)  | 70                 |
| US Hot Rap Songs (Billboard)          | 13                 |